# Jouko Törmänen
Jouko Sihveri Törmänen (Rovaniemi, 10 aprile 1954 – Rovaniemi, 3 gennaio 2015) è stato un saltatore con gli sci e dirigente sportivo finlandese.

## Biografia

### Carriera sciistica
Debuttò in campo internazionale in occasione della tappa del Torneo dei quattro trampolini di Innsbruck del 6 gennaio 1968 (6°). In Coppa del Mondo esordì il 30 dicembre 1979 a Oberstdorf (41°), ottenne il primo podio l'8 marzo 1980 a Lahti (3°) e l'unica vittoria l'11 marzo successivo a Falun.
In carriera prese parte a due edizioni dei Giochi olimpici invernali, Innsbruck 1976 (14° nel trampolino normale, 10° nel trampolino lungo) e Lake Placid 1980 (8° nel trampolino normale, 1° nel trampolino lungo) e a tre dei Campionati mondiali (5° nel trampolino lungo a Falun 1974 il miglior piazzamento). Partecipò anche alla gara a squadre sperimentale ai Mondiali di Lahti 1978, nella quale il quartetto finlandese - composto anche da Jari Puikkonen, Pentti Kokkonen e Tapio Räisänen - si classificò secondo.

### Carriera dirigenziale
Membro del direttivo della Federazione sciistica della Finlandia dal 1988, dal 1993 al 2002 ne fu vicepresidente, ricoprendo anche - dal 1993 - l'incarico di presidente della commissione per il salto e la combinata nordica. Nel 2004 è stato nominato presidente del comitato per il salto della Federazione Internazionale Sci.

## Palmarès

### Olimpiadi
- 1 medaglia, valida anche ai fini iridati:
  - 1 oro (trampolino lungo a Lake Placid 1980)

### Coppa del Mondo
- Miglior piazzamento in classifica generale: 19º nel 1980
- 3 podi (tutti individuali):
  - 1 vittoria
  - 1 secondo posto
  - 1 terzo posto

#### Coppa del Mondo - vittorie
| Data          | Località | Nazione | Trampolino |
| ------------- | -------- | ------- | ---------- |
| 11 marzo 1980 | Falun    | Svezia  | Lugnet K89 |

### Torneo dei quattro trampolini
- 1 podio di tappa:
  - 1 terzo posto

### Campionati finlandesi
- 4 ori (trampolino normale nel 1976; trampolino normale nel 1977; trampolino normale nel 1979; trampolino normale nel 1980)[2]